# Ванна

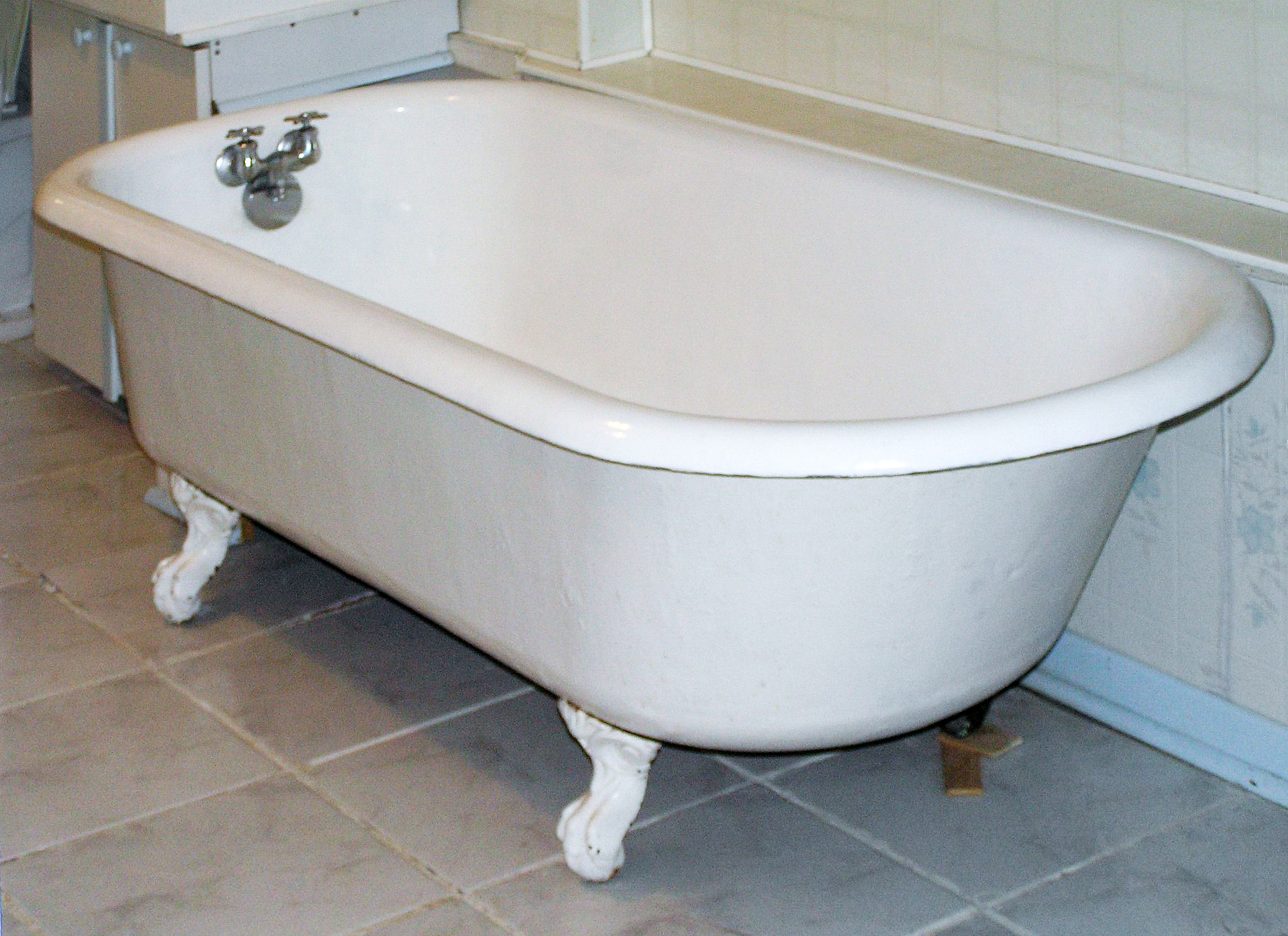
Чугунная ванна

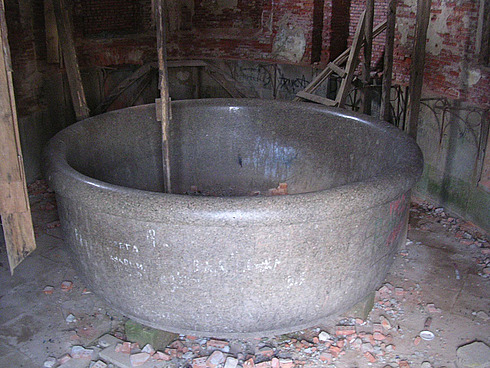
Гранитная ванна в Баболовском дворце

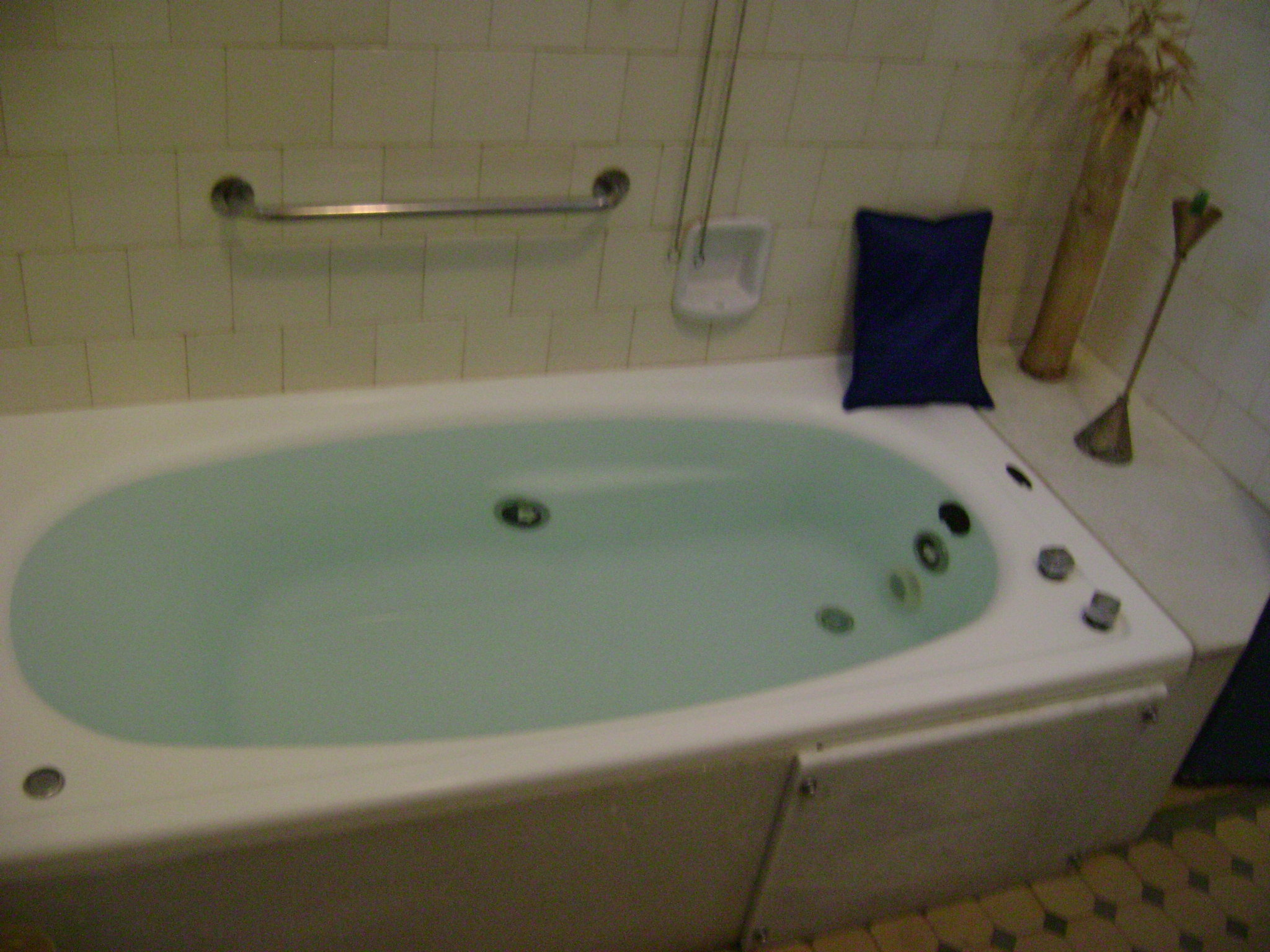
ванная с ручками для безопасности особенно полезны для пожилых людей и инвалидов

Ва́нна (нем. Wanne; лат. balneum) — резервуар для купания или принятия медицинских процедур. Ванной называют также резервуары для обмывания и погружения разных частей тела, например: сидячая ванна, ножная ванна, глазная ванночка.

## Виды ванн

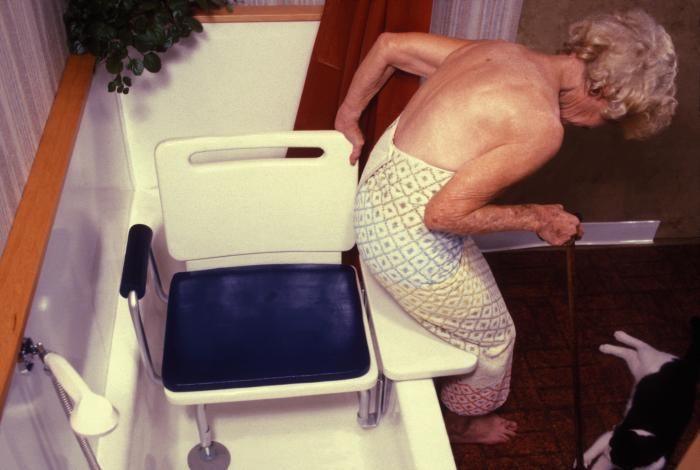
стул для ванной для пожилых людей

Ванны изготавливают из различных материалов (металлы, пластмассы, дерево, керамика, акрил, кварил), они имеют различную форму (чаще овальную, для минимизации количества воды и площади, необходимых для погружения почти всего тела). Объём ванны обычно 100—250 литров, его выбирают в зависимости от размеров ванной комнаты. Самыми распространёнными являются чугунные, стальные и акриловые ванны. Чугунные ванны обладают хорошей теплоемкостью — вода в них остывает медленнее всего, однако они очень тяжелы и дороги.
Более современны стальные ванны. Они на порядок легче, просты в установке, но при этом их высокая теплопроводность приводит к тому, что вода в них остывает намного быстрее, чем в чугунной. Достаточно давно появились акриловые ванны, удобные в установке и обслуживании. Цены на акриловые ванны отличаются в широком диапазоне, в отличие от используемого акрилового листа при производстве и его толщины. Акриловые ванны более теплоёмки, чем чугунные или стальные, их поверхность в меньшей степени подвергается загрязнениям, но в большей степени царапинам и механическому воздействию. Акриловые ванны достаточно долговечны — гарантия некоторых производителей акриловых ванны достигает 20 лет на цвет акрила. Некоторых недостатков акриловых ванн лишены квариловые ванны, обладающие повышенной прочностью, износоустойчивостью, при этом сохраняя все положительные качества акрила.

### Детские ванны
Практически все детские ванны в настоящее время изготавливают из пластических масс (полиэтилен, полипропилен, АБС-пластики и др.). Могут быть детские бассейны.

### Японская ванна

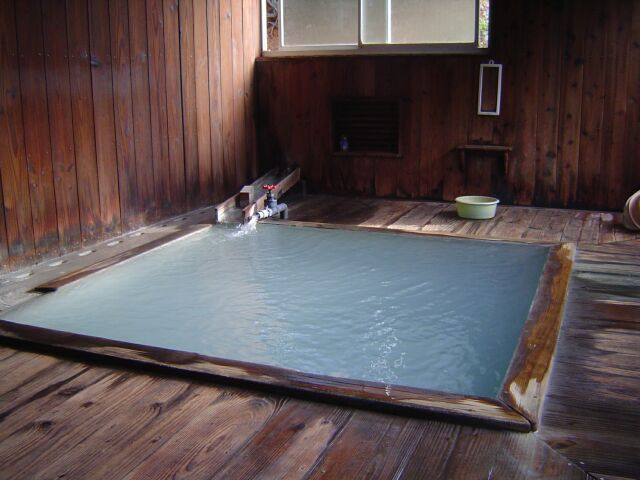
Японская ванна

Японская ванна — деревянная кадка, заполненная горячей водой. Человек погружается в офуро по плечи. Считается, что офуро способствует не только физическому очищению, но и духовному.

### Стеклянная ванна
Стеклянная ванна — прозрачная ёмкость для принятия водных процедур и релаксации. Изготовляется из многослойного закалённого стекла, долго сохраняет температуру воды, имеет на дне специальное покрытие, предотвращающее скольжение, оснащена подголовником.
Существуют разнообразные виды стеклянных ванн: с прозрачным или стальным дном, одноместные и двухместные, с гидромассажем, с фигурными или прямоугольными торцевыми панелями.
К минусам стеклянных ванн относится дороговизна, по сравнению с ваннами из других материалов, и проблемы с обслуживанием.

## Материал ванны
- Чугунная эмалированная
- Стальная эмалированная
- Акриловые ванны (экструдированные, литые)
- Пластиковые
- Ванны из искусственного камня («литьевой мрамор»)
- Стеклянные

## Ванны медицинского назначения
- Ванны с минеральными водами
- Грязевые ванны
- Радоновые ванны
- Иодные ванны
- Сероводородные ванны
- Скипидарные ванны
- Углекислотные (включая сухие углекислые) ванны

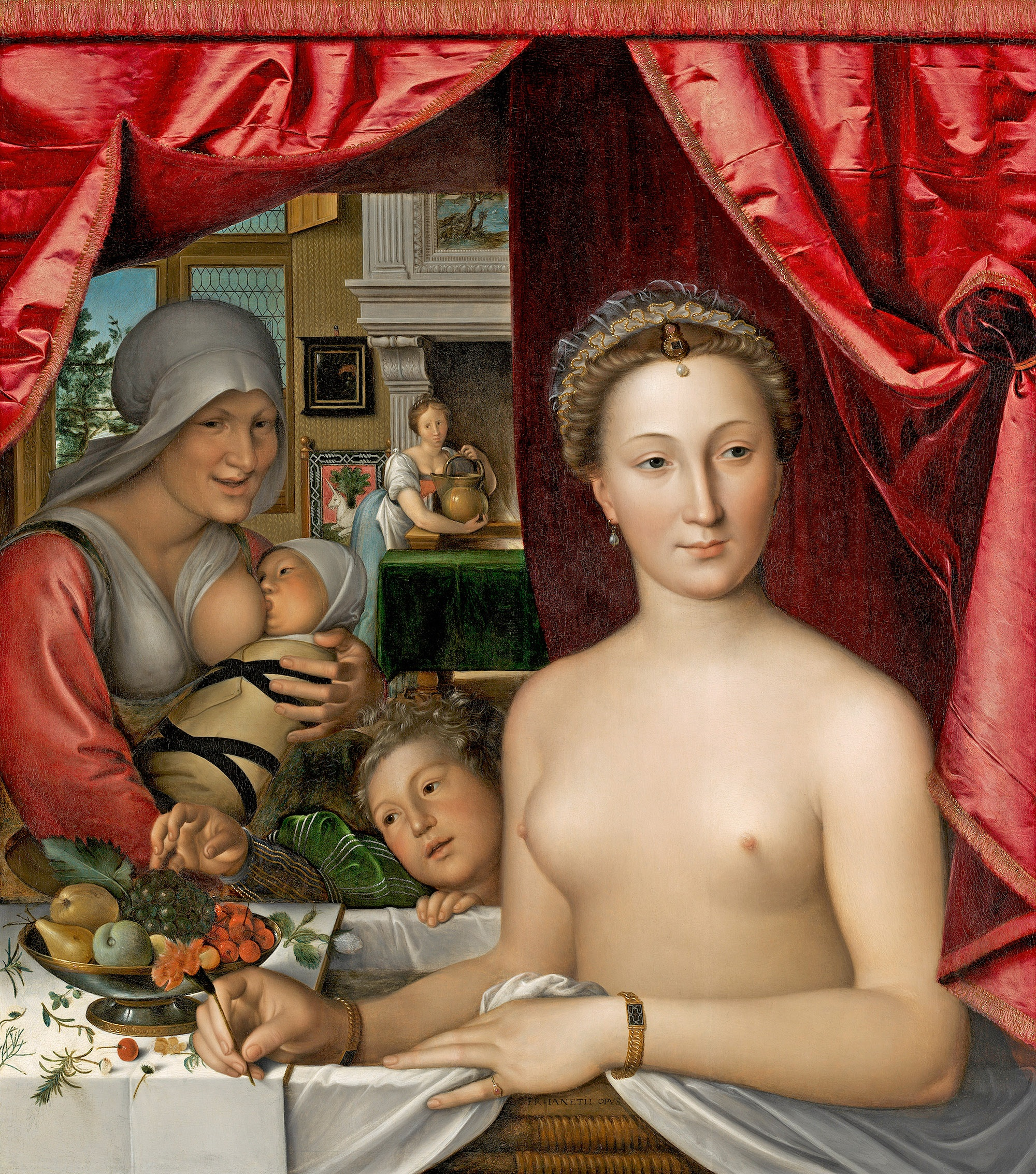
Ф. Клуэ. Дама в ванной (предположительно, Диана де Пуатье, любовница Генриха II. Ванна по обычаю проложена простынёй)

- Ароматерапевтические ванны
- Минерально-жемчужные ванны
- Бишофитовые ванны

## Ванны и искусство
В европейском изобразительном искусстве с XVI—XVII вв. ванна часто встречается как мотив — в ней нередко показывают красоту человеческого тела, передают состояние расслабленности и покоя. В ваннах часто изображали знатных дам.